# Anna Ochab-Marcinek
Anna Maria Ochab-Marcinek – polska fizyk, dr hab. nauk chemicznych, specjalistka Instytutu Chemii Fizycznej Polskiej Akademii Nauk.

## Życiorys
W 2002 ukończyła studia w zakresie fizyki na Uniwersytecie Jagiellońskim, 28 września 2006 obroniła pracę doktorską Spatio-temporal effect of noises on nonlinear dynamical systems (praca posiada tytuł tylko w języku angielskim), 8 października 2018  habilitowała się na podstawie rozprawy zatytułowanej Modelowanie stochastycznej ekspresji genów. Pracowała w Instytucie Fizyki na Wydziale Fizyki, Astronomii i Informatyki Stosowanej Uniwersytetu Jagiellońskiego.
Jest specjalistką w Instytucie Chemii Fizycznej Polskiej Akademii Nauk.
W czerwcu 2020 została ekspertem w zespole doradczym ds. COVID-19.